# Bernac (Charente)
Bernac (okzitanisch: gleichlautend) ist ein Ort und eine Gemeinde mit 463 Einwohnern (Stand 1. Januar 2022) im westfranzösischen Département Charente in der Region Nouvelle-Aquitaine.

## Lage
Der Ort Bernac liegt in einer Höhe von etwa 132 m ü. d. M. in einer Schleife des Flüsschens Péruse im Norden der alten Kulturlandschaft des Angoumois in geringer Entfernung zum Département Vienne und damit zur historischen Provinz Poitou. Der Ort ist etwa 46 km (Fahrtstrecke) in westlicher Richtung von der Stadt Confolens entfernt; bis nach Angoulême sind es rund 50 km in südlicher Richtung. Die Stadt Ruffec ist nur knapp 4 km entfernt. Das vom Atlantik bestimmte Klima ist mild; Regen fällt verteilt über das ganze Jahr.

## Bevölkerungsentwicklung
| Jahr      | 1800 | 1851 | 1901 | 1954 | 1999 | 2013 |
| Einwohner | 514  | 556  | 372  | 291  | 420  | 482  |

Der kontinuierliche Bevölkerungsrückgang im 20. Jahrhundert ist im Wesentlichen auf die Folgen der Reblauskrise im Weinbau und die zunehmende Mechanisierung der Landwirtschaft zurückzuführen. Der Wiederanstieg seit den 1980er Jahren beruht auf der Nähe zur Stadt Ruffec.

## Wirtschaft
Der Ort und seine Umgebung waren jahrhundertelang landwirtschaftlich geprägt; die meisten Menschen lebten als Selbstversorger von den Erträgen ihrer Felder und Gärten; auch Viehzucht wurde in geringem Umfang betrieben. Im Ort selbst ließen sich auch Handwerker und Kleinhändler nieder. Im ausgehenden Mittelalter und in der frühen Neuzeit wurde der Weinbau vorangetrieben, der jedoch – nach der Reblauskrise im ausgehenden 19. und beginnenden 20. Jahrhundert – heutzutage keine Bedeutung mehr hat.  Seit den 1960er Jahren spielt der Tourismus in Form der Vermietung von Ferienwohnungen (gîtes) eine nicht unbedeutende Rolle im Wirtschaftsleben der Gemeinde.

## Geschichte
In der Antike gehörte die Region zum Siedlungsgebiet der keltischen Piktonen, die von Caesar im Verlauf des Gallischen Krieges unterworfen wurden. 
Im Mittelalter gehörte der Ort, der bereits im Jahr 855 unter dem Namen Brenad erwähnt wird, zur Baronie von Ruffec und zum Bistum Poitiers.

## Sehenswürdigkeiten
- Die ehemalige Prioratskirche Saint-Pierre-aux-liens wurde im 12. Jahrhundert aus nur wenig behauenen Bruchsteinen errichtet; im 15. Jahrhundert wurde sie auf der Südseite durch ein Seitenschiff erweitert, dessen spätgotisches Portal erhalten blieb. Nach Zerstörungen während der Religionskriege war die Kirche im Jahr 1712 so stark beschädigt, dass man kurze Zeit später mit ihrer Restaurierung begann, von der noch heute die klassizistische Gestaltung der Fassade mit ihrem einfachen Glockengiebel zeugt. Das alte Kirchenschiff ist tonnengewölbt, wohingegen das spätgotische Seitenschiff ein Rippengewölbe hat.
- Das im 19. Jahrhundert erbaute Waschhaus (Lavoir de la Paizière) steht am Ortsrand.

Umgebung
- Das Château de Beauregard mit seinem schönen Garten stammt aus dem späten 18. oder frühen 19. Jahrhundert. Es befindet sich in Privatbesitz und ist nicht zu besichtigen.